# Premier League de Malasia
La Premier League de Malasia es la segunda división del sistema de ligas del fútbol en Malasia. En la temporada 2004 adoptó este nombre en reemplazo de la Liga-2 Malasia, el club campeón y subcampeón ascienden a la Superliga de Malasia, mientras los dos últimos clasificados descienden a la FAM Liga Malasia o Liga Nacional, tercera categoría del fútbol malayo.
Entre 1998 y 2003, existió la segunda categoría como Malasia Premier Liga-Dos, por debajo de la Primera división de la Liga Premier de Malasia. En 2004, fue relanzada como Malasia Premier League y la liga de primer nivel ha sido renombrada como la Superliga de Malasia.
Desde 2004 a 2006 el torneo se disputó en dos grupos cuyos campeones ascendían a la Superliga, ambos campeones de grupo también se enfrentaron para determinar al campeón. Para la temporada 2006-07, la Premier League de Malasia se reorganizó en una sola liga de 12 equipos que disputan un total de veintidós fechas por club.

## Palmarés
| Temporada | Campeón            | Subcampeón         |
| --------- | ------------------ | ------------------ |
| 2004      | MPPJ Selangor      | Melaka TMFC        |
| 2005      | Selangor FA        | Negeri Sembilan FA |
| 2005–06   | Kedah FA           | Malacca FA         |
| 2006–07   | PDRM FA            | UPB-MyTeam FC      |
| 2007–08   | Kuala Muda Naza FC | PLUS FC            |
| 2009      | Harimau Muda A     | T-Team             |
| 2010      | FELDA United FC    | Sabah FA           |
| 2011      | PKNS FC            | Sarawak FA         |
| 2012      | ATM FA             | Pahang FA          |
| 2013      | Sarawak FA         | Sime Darby FC      |
| 2014      | PDRM FA            | Felda United FC    |
| 2015      | Kedah FA           | Pulau Pinang FA    |
| 2016      | Malacca United     | PKNS FC            |